# Wisin & Yandel

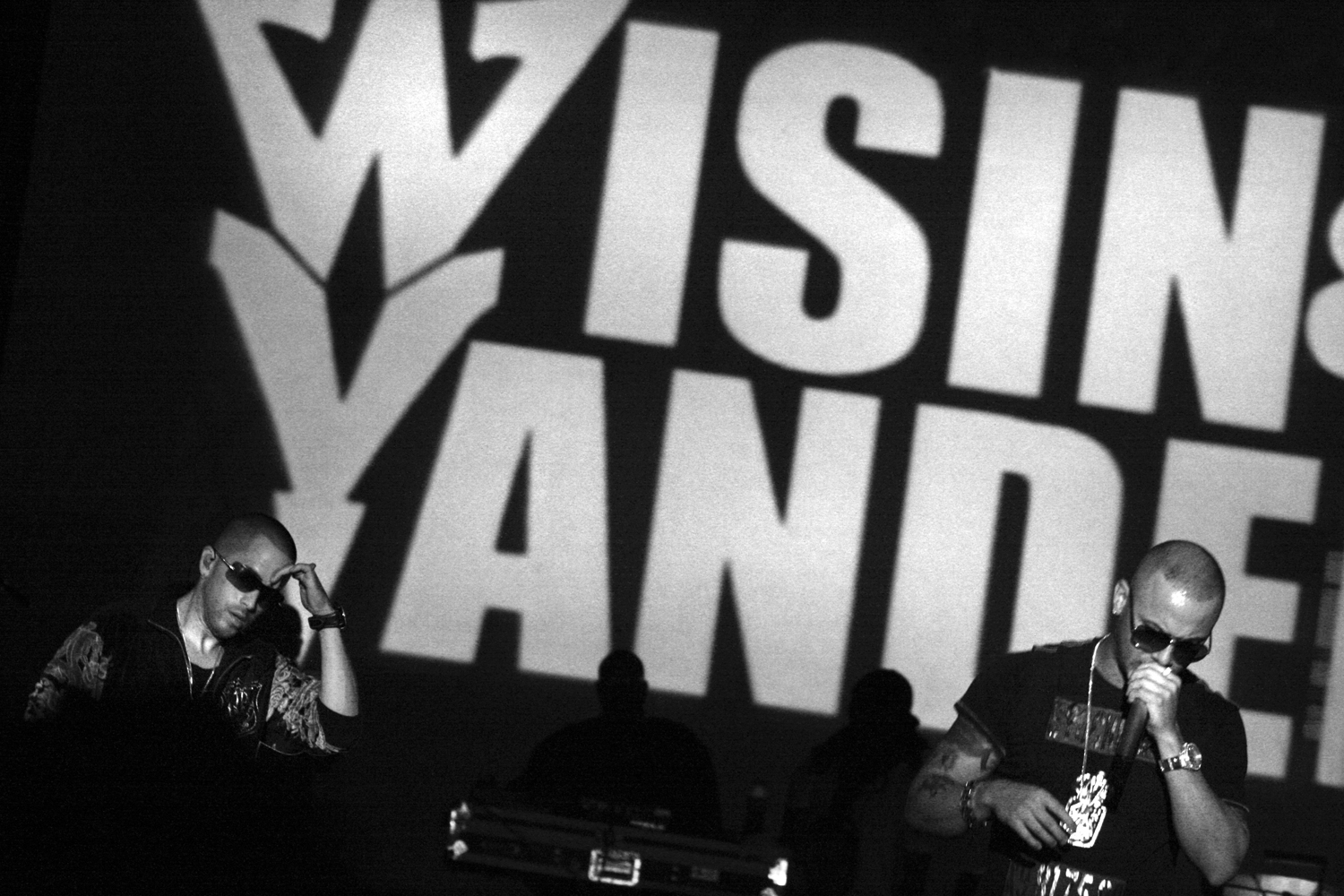
Yandel (links) und Wisin im August 2008

Wisin & Yandel (früher auch Wisin y Yandel) ist ein 1998 gegründetes puerto-ricanisches Reggaeton-Duo, bestehend aus Wisin und Yandel. Sie gelten als eine der bedeutendsten Reggaeton-Gruppen und wurden bereits mit zwei Latin Grammys sowie als bisher einzige Reggaeton-Künstler mit einem Grammy für ihre Musik ausgezeichnet. Sie sind auch unter den Spitznamen El Dúo de la Historia, El Dúo Dinámico oder Los extraterrestres bekannt.
Seit 2013 verfolgen beide Musiker Solokarrieren, die Zusammenarbeit als Duo pausierte fünf Jahre, bis sie 2018 ein gemeinsames Comeback mit dem Album „Los Campeones del Pueblo“ starteten.

## Karriere
Sowohl Wisin als auch Yandel wurden in der puerto-ricanischen Stadt Cayey geboren und sind dort aufgewachsen. Sie lernten sich in der Schule kennen. Im Jahr 1998 veröffentlichten sie ihr erstes gemeinsames Lied, 2000 folgte das erste Studioalbum Los Reyes del Nuevo Mileno. Es erreichte Platz 35 in den US-Latin-Albumcharts. Es folgten in den Jahren 2001 bis 2004 die Alben „De nuevos a viejos“ sowie „De otra manera“ und „Mi vida… My Life“. Durch mehrere Gastbeiträge auf Alben von bekannten Musikern wie Daddy Yankee und Luny Tunes wurden sie in dieser Zeit einer breiten Öffentlichkeit bekannt.
Im Jahr 2005 gründeten sie ihr eigenes Musiklabel WY Records als Sublabel von Machete Music bzw. Universal Music Group. Dort erschien ihr nächstes Album, Pa’l mundo, mit dem dem Duo der kommerzielle Durchbruch gelang. Das Album erreichte Platz 30 der Billboard 200 und erhielt eine Goldene Schallplatte der RIAA. Es enthielt die Single-Auskopplungen Rakatá und Llamé pa’ verte (Bailando sexy), welche sich beide in den Billboard Hot 100 platzieren konnten. Außerdem beinhaltete es eine Vielzahl an Gastauftritten unter anderem von Daddy Yankee, Tony Dize und Romeo Santos, dem Leadsänger der Bachata-Gruppe Aventura. Im selben Jahr konnten sie auch erstmals im deutschsprachigen Raum einen Erfolg feiern, als ihr Gastbeitrag zu Burn It Up von R. Kelly die Charts aller drei deutschsprachigen Länder erreichen konnte.
Im Jahr 2007 veröffentlichten sie ihr bisher erfolgreichstes Album Wisin vs. Yandel: Los extraterrestres. Es war weniger von Reggaeton als viel mehr von Rap und R&B beeinflusst. Das Album erhielt 2008 einen Latin Grammy in der Kategorie Best Urban Music Album. Für die daraus ausgekoppelte Single Abusadora konnten sie im Folgejahr die Kategorie Best Urban Song für sich entscheiden. Bei den Grammy Awards 2009 erhielt es schließlich einen Grammy in der Kategorie Best Latin Urban Album.
Im Mai 2009 folgte das siebte Studioalbum unter dem Titel La Revolución. In einem Interview vorab gaben Wisin y Yandel bekannt, dass sie mit diesem Album wieder zu ihren Ursprüngen zurückkehren möchten, nachdem der Vorgänger musikalisch eher von den typischen Reggaeton-Klängen abwich. Im Gegensatz zu den Vorgängern konnte es, trotz ähnlichen Erfolges in den US-Latin-Albencharts, keine US-Latin-Auszeichnung erlangen, stieg allerdings bis auf Platz sieben der Billboard 200 und ist somit das erfolgreichste Album des Duos in den gesamten USA. Es war bei den Grammy Awards 2010 in der Kategorie Best Latin Rock, Urban or Alternative Album nominiert.
Los Vaqueros: El Regreso hieß das achte Studioalbum, welches im Januar 2011 erschien und eine Fortführung des 2006 erschienenen Kollaborationsalbums bzw. Labelsamplers Los Vaqueros sein sollte. Es erreichte Platz acht der Billboard 200, blieb allerdings nur für acht Wochen platziert, im Gegensatz zu 23 Wochen des Vorgängers.
Das 2012 erschienene Studioalbum Líderes enthielt die erfolgreiche Single Follow the Leader mit Jennifer Lopez. Dies ist die erste Single des Duos, die in den USA eine Goldene Schallplatte erreichen konnte. Auch konnte sie mit Platz 74 in den österreichischen Musikcharts die erste Solo-Chartnotierung des Duos im deutschsprachigen Raum verbuchen. Das Album selbst floppte jedoch in den Billboard 200, es erreichte im Gegensatz zu den Vorgängern nicht die Top Ten, sondern nur Platz 42.
Im Jahr 2013 wurde bekannt, dass das Duo sich aufgrund von Differenzen mit dem Management vorerst getrennt hat und sich auf ihre Solokarrieren konzentrieren will, aber später als Duo ein neues Album veröffentlichen möchte. Ihr vorerst letztes gemeinsames Konzert gaben sie am 16. November 2013 in Mexiko-Stadt. Von September bis Dezember 2013 waren sie Juroren in der dritten Staffel von La Voz... México, der mexikanischen Variante von The Voice.
Im September 2017 erschien mit dem Song Como Antes (dt. Wie früher) von Yandels Album Update die erste offizielle Zusammenarbeit des Duos seit fast vier Jahren. Der Song wurde unter Yandel feat. Wisin veröffentlicht, jedoch sind die Gesang- und Rapanteile der beiden Musiker im Lied fast gleichwertig.

## Kollaborationen
Wisin y Yandel haben in ihrer Karriere mit etlichen Musikern verschiedener Genres zusammengearbeitet, beispielsweise mit den Popsängern Nelly Furtado, Chris Brown, Jennifer Lopez und Enrique Iglesias, der mexikanischen Popgruppe RBD und der Bachata-Gruppe Aventura sowie den Rappern Ja Rule, R Kelly, T-Pain, Fat Joe, Pitbull, 50 Cent, und Eve.

## Diskografie

### Studioalben
| Jahr | Titel Musiklabel                                                        | Höchstplatzierung, Gesamtwochen, AuszeichnungChartplatzierungen (Jahr, Titel, Musiklabel, Platzierungen, Wochen, Auszeichnungen, Anmerkungen) | Höchstplatzierung, Gesamtwochen, AuszeichnungChartplatzierungen (Jahr, Titel, Musiklabel, Platzierungen, Wochen, Auszeichnungen, Anmerkungen) | Höchstplatzierung, Gesamtwochen, AuszeichnungChartplatzierungen (Jahr, Titel, Musiklabel, Platzierungen, Wochen, Auszeichnungen, Anmerkungen) | Anmerkungen                              |
| Jahr | Titel Musiklabel                                                        | US | Latin | MX | Anmerkungen                              |
| ---- | ----------------------------------------------------------------------- | --- | --- | --- | ---------------------------------------- |
| 2000 | Los Reyes del Nuevo Milenio Disco Hit Productions (Aponte)              | — | Latin35 (3 Wo.)Latin | — | Erstveröffentlichung: 30. Mai 2000       |
| 2001 | De Nuevos a Viejos Borikua (Borikua)                                    | — | Latin26 (8 Wo.)Latin | — | Erstveröffentlichung: 1. Januar 2001     |
| 2002 | De Otra Manera Borikua (Borikua)                                        | — | — | — | Erstveröffentlichung: 14. August 2002    |
| 2003 | Mi Vida … My Life Borikua (Borikua)                                     | — | Latin56 (4 Wo.)Latin | — | Erstveröffentlichung: 21. Oktober 2003   |
| 2005 | Pa’l Mundo Machete Music (UMG)                                          | US30 Gold · (45 Wo.)US | Latin1 ×4Vierfachplatin · (100 Wo.)Latin | — | Erstveröffentlichung: 8. November 2005   |
| 2007 | Wisin vs. Yandel: Los Extraterrestres Machete Music (UMG)               | US14 (46 Wo.)US | Latin1 ×3Dreifachplatin · (79 Wo.)Latin | MX27 Gold · (49 Wo.)MX | Erstveröffentlichung: 6. November 2007   |
| 2009 | La Revolución Machete Music (UMG)                                       | US7 (23 Wo.)US | Latin1 (78 Wo.)Latin | MX1 Platin · (51 Wo.)MX | Erstveröffentlichung: 26. Mai 2009       |
| 2011 | Los Vaqueros: El Regreso El Regreso de los Vaqueros Machete Music (UMG) | US8 (9 Wo.)US | Latin1 (65 Wo.)Latin | MX1 Gold · (21 Wo.)MX | Erstveröffentlichung: 25. Januar 2011    |
| 2012 | Líderes Machete Music (UMG)                                             | US42 (6 Wo.)US | Latin1 (64 Wo.)Latin | MX4 (16 Wo.)MX | Erstveröffentlichung: 3. Juli 2012       |
| 2018 | Los Campeones del Pueblo „The Big Leagues“ Sony Music Latin (SME)       | US190 (1 Wo.)US | Latin2 ×4Vierfachplatin · (54 Wo.)Latin | MX— PlatinMX | Erstveröffentlichung: 14. Dezember 2018  |
| 2022 | La Última Misión Sony Music Latin (SME)                                 | — | Latin14 Gold · (10 Wo.)Latin | — | Erstveröffentlichung: 30. September 2022 |

grau schraffiert: keine Chartdaten aus diesem Jahr verfügbar

### Livealben
| Jahr | Titel Musiklabel                                    | Höchstplatzierung, Gesamtwochen, AuszeichnungChartplatzierungen (Jahr, Titel, Musiklabel, Platzierungen, Wochen, Auszeichnungen, Anmerkungen) | Höchstplatzierung, Gesamtwochen, AuszeichnungChartplatzierungen (Jahr, Titel, Musiklabel, Platzierungen, Wochen, Auszeichnungen, Anmerkungen) | Höchstplatzierung, Gesamtwochen, AuszeichnungChartplatzierungen (Jahr, Titel, Musiklabel, Platzierungen, Wochen, Auszeichnungen, Anmerkungen) | Anmerkungen                                                            |
| Jahr | Titel Musiklabel                                    | US | Latin | MX | Anmerkungen                                                            |
| ---- | --------------------------------------------------- | --- | --- | --- | ---------------------------------------------------------------------- |
| 2007 | Tomando Control: Live Machete Music (UMG)           | US184 (1 Wo.)US | Latin7 (7 Wo.)Latin | MX94 (1 Wo.)MX | Erstveröffentlichung: 25. September 2007 in Mexiko erst 2009 platziert |
| 2010 | La Revolución: Live: Volume One Machete Music (UMG) | — | Latin5 (24 Wo.)Latin | MX25 (8 Wo.)MX | Erstveröffentlichung: 21. September 2010                               |
| 2010 | La Revolución: Live: Volume Two Machete Music (UMG) | — | Latin6 (21 Wo.)Latin | MX30 (9 Wo.)MX | Erstveröffentlichung: 21. September 2010                               |

### Kompilationen
| Jahr | Titel Musiklabel                                    | Höchstplatzierung, Gesamtwochen, AuszeichnungChartplatzierungen (Jahr, Titel, Musiklabel, Platzierungen, Wochen, Auszeichnungen, Anmerkungen) | Höchstplatzierung, Gesamtwochen, AuszeichnungChartplatzierungen (Jahr, Titel, Musiklabel, Platzierungen, Wochen, Auszeichnungen, Anmerkungen) | Anmerkungen                            |
| Jahr | Titel Musiklabel                                    | Latin | MX | Anmerkungen                            |
| ---- | --------------------------------------------------- | --- | --- | -------------------------------------- |
| 2009 | El Dúo de la Historia Vol. 1 Sony Music Latin (SME) | Latin36 (11 Wo.)Latin | MX44 (5 Wo.)MX | Erstveröffentlichung: 9. Juni 2009     |
| 2013 | La Historia de el Dúo, Vol. 1 Machete Music (UMG)   | Latin56 (1 Wo.)Latin | MX80 (… Wo.)MX | Erstveröffentlichung: 5. November 2013 |

### Remixalben
| Jahr | Titel Musiklabel                                  | Höchstplatzierung, Gesamtwochen, AuszeichnungChartplatzierungen (Jahr, Titel, Musiklabel, Platzierungen, Wochen, Auszeichnungen, Anmerkungen) | Höchstplatzierung, Gesamtwochen, AuszeichnungChartplatzierungen (Jahr, Titel, Musiklabel, Platzierungen, Wochen, Auszeichnungen, Anmerkungen) | Anmerkungen                                                                                             |
| Jahr | Titel Musiklabel                                  | US | Latin | Anmerkungen                                                                                             |
| ---- | ------------------------------------------------- | --- | --- | --- |
| 2007 | Los Vaqueros: Wild Wild Mixes Machete Music (UMG) | US104 (4 Wo.)US | Latin4 (15 Wo.)Latin | Erstveröffentlichung: 24. Juli 2007 Remixalbum zu Los Vaqueros, teilweise unter Various Artists geführt |

### Singles als Leadmusiker
| Jahr | Titel Album                                                      | Höchstplatzierung, Gesamtwochen, AuszeichnungChartplatzierungen (Jahr, Titel, Album, Platzierungen, Wochen, Auszeichnungen, Anmerkungen) | Höchstplatzierung, Gesamtwochen, AuszeichnungChartplatzierungen (Jahr, Titel, Album, Platzierungen, Wochen, Auszeichnungen, Anmerkungen) | Höchstplatzierung, Gesamtwochen, AuszeichnungChartplatzierungen (Jahr, Titel, Album, Platzierungen, Wochen, Auszeichnungen, Anmerkungen) | Höchstplatzierung, Gesamtwochen, AuszeichnungChartplatzierungen (Jahr, Titel, Album, Platzierungen, Wochen, Auszeichnungen, Anmerkungen) | Anmerkungen                                                                                       |
| Jahr | Titel Album                                                      | AT | US | Latin | ES | Anmerkungen                                                                                       |
| ---- | ---------------------------------------------------------------- | --- | --- | --- | --- | ------------------------------------------------------------------------------------------------- |
| 2005 | Rakata Pa’l Mundo                                                | — | US85 (5 Wo.)US | Latin2 (39 Wo.)Latin | ES— PlatinES | Erstveröffentlichung: 27. Januar 2005                                                             |
| 2005 | Intro / Sácala (Intro) Mi vida … My Life                         | — | — | Latin36 (3 Wo.)Latin | — | Erstveröffentlichung: 2005 mit Héctor el Father, Don Omar, Daddy Yankee, Naldo & Tego Calderon    |
| 2005 | Llamé pa’ verte (Bailando Sexy) Pa’l mundo                       | — | US100 (1 Wo.)US | Latin1 (34 Wo.)Latin | — | Erstveröffentlichung: 2005                                                                        |
| 2005 | Noche de sexo Pa’l mundo                                         | — | — | Latin4 (20 Wo.)Latin | ES— ×2DoppelplatinES | Erstveröffentlichung: 12. November 2005 feat. Aventura                                            |
| 2005 | Pam pam Pa’l mundo                                               | — | — | Latin1 (9 Wo.)Latin | — | Erstveröffentlichung: 27. November 2005                                                           |
| 2006 | Take the Lead (Wanna Ride) Take the Lead OST                     | — | — | Latin44 (4 Wo.)Latin | — | Erstveröffentlichung: 21. März 2006 mit Bone Thugs-n-Harmony feat. Fatman Scoop & Melissa Jiménez |
| 2006 | Paleta Pa’l mundo                                                | — | — | Latin31 (2 Wo.)Latin | — | Erstveröffentlichung: 2006 feat. Daddy Yankee                                                     |
| 2006 | El teléfono Los vaqueros                                         | — | — | Latin13 (20 Wo.)Latin | — | Erstveröffentlichung: 2006 mit Héctor el Father                                                   |
| 2006 | Pegao Los vaqueros                                               | — | — | Latin6 (30 Wo.)Latin | — | Erstveröffentlichung: 24. Oktober 2006                                                            |
| 2006 | Atrévete Los vaqueros: Wild Wild Mixes                           | — | — | Latin8 (9 Wo.)Latin | — | Erstveröffentlichung: 2006 feat. Franco El Gorila                                                 |
| 2007 | Yo te quiero Los vaqueros                                        | — | — | Latin19 (20 Wo.)Latin | — | Erstveröffentlichung: 13. Januar 2007                                                             |
| 2007 | Sexy movimiento Wisin vs. Yandel: Los extraterrestres            | — | US98 (3 Wo.)US | Latin1 (20 Wo.)Latin | ES— GoldES | Erstveröffentlichung: 16. Oktober 2007                                                            |
| 2008 | Oye, ¿dónde está el amor? Wisin vs. Yandel: Los extraterrestres  | — | — | Latin25 (7 Wo.)Latin | — | Erstveröffentlichung: Januar 2008 feat. Franco de Vita                                            |
| 2008 | Ahora Es Wisin vs. Yandel: Los extraterrestres                   | — | — | Latin5 (22 Wo.)Latin | — | Erstveröffentlichung: März 2008                                                                   |
| 2008 | Siguelo Wisin vs. Yandel: Los extraterrestres                    | — | — | Latin8 (19 Wo.)Latin | — | Erstveröffentlichung: 25. Juli 2008                                                               |
| 2008 | Me estás tentando Wisin & Yandel presentan: La mente maestra     | — | — | Latin1 (28 Wo.)Latin | — | Erstveröffentlichung: 21. Oktober 2008 feat. Nesty                                                |
| 2009 | Abusadora La revolución                                          | — | — | Latin1 (20 Wo.)Latin | ES34 Gold · (8 Wo.)ES | Erstveröffentlichung: 2. Juni 2009                                                                |
| 2009 | Gracias a tí La revolución                                       | — | — | Latin1 (20 Wo.)Latin | — | Erstveröffentlichung: 10. November 2009 Remix feat. Enrique Iglesias                              |
| 2009 | Te siento La revolución                                          | — | — | Latin16 (20 Wo.)Latin | — | Erstveröffentlichung: 15. Dezember 2009                                                           |
| 2010 | Estoy enamorado La revolución: live                              | — | — | Latin7 (36 Wo.)Latin | — | Erstveröffentlichung: 12. Juli 2010                                                               |
| 2010 | Irresistible Step Up 3D OST                                      | — | — | Latin29 (10 Wo.)Latin | — | Erstveröffentlichung: 27. Juli 2010                                                               |
| 2010 | Zun zun rompiendo caderas Los vaqueros: el regreso               | — | — | Latin12 (5 Wo.)Latin | — | Erstveröffentlichung: 7. Dezember 2010                                                            |
| 2011 | Tu olor Los vaqueros: el regreso                                 | — | — | Latin1 (20 Wo.)Latin | — | Erstveröffentlichung: 14. Juni 2011                                                               |
| 2012 | Follow the Leader Líderes                                        | AT74 (1 Wo.)AT | US— GoldUS | Latin1 (19 Wo.)Latin | ES26 (4 Wo.)ES | Erstveröffentlichung: 10. April 2012 feat. Jennifer Lopez                                         |
| 2012 | Algo me gusta de ti Líderes                                      | — | — | Latin1 (52 Wo.)Latin | ES— PlatinES | Erstveröffentlichung: 17. August 2012 feat. Chris Brown & T-Pain                                  |
| 2012 | Te deseo La historia de el dúo, vol. 1                           | — | — | Latin29 (11 Wo.)Latin | — | Erstveröffentlichung: 2012                                                                        |
| 2012 | Hipnotizame Líderes                                              | — | — | Latin48 (1 Wo.)Latin | — | Erstveröffentlichung: 8. Dezember 2012                                                            |
| 2018 | Reggaetón en lo oscuro Los Campeones del Pueblo: The Big Leagues | — | — | Latin— ×6SechsfachplatinLatin | ES59 Gold · (8 Wo.)ES | Erstveröffentlichung: 25. Oktober 2018                                                            |
| 2018 | Callao Los Campeones del Pueblo: The Big Leagues                 | — | — | Latin44 ×3Dreifachplatin · (2 Wo.)Latin                                                                                                  | ES93 (1 Wo.)ES | Erstveröffentlichung: 7. Dezember 2018 feat. Ozuna                                                |
| 2019 | Aullando Los Campeones del Pueblo: The Big Leagues               | — | — | Latin10 ×2Doppeldiamant + Doppelplatin · (26 Wo.)Latin                                                                                   | ES24 ×2Doppelplatin · (24 Wo.)ES | Erstveröffentlichung: 14. Februar 2019 feat. Romeo Santos                                         |
| 2019 | Si Supieras –                                                    | — | — | Latin15 ×6Sechsfachplatin · (20 Wo.)Latin                                                                                                | ES44 Platin · (10 Wo.)ES | Erstveröffentlichung: 28. Juni 2019 mit Daddy Yankee                                              |
| 2019 | Chica Bombastic La Última Misión                                 | — | — | Latin50 ×2Doppelplatin · (1 Wo.)Latin | — | Erstveröffentlichung: 18. Oktober 2019                                                            |
| 2019 | Imaginaste (Remix) Famouz Reloaded                               | — | — | Latin45 (1 Wo.)Latin | — | Erstveröffentlichung: 1. November 2019 mit Jhay Cortez                                            |
| 2019 | Mi error (Remix) Sauce Boyz                                      | — | — | Latin— PlatinLatin | ES100 Platin · (1 Wo.)ES | Erstveröffentlichung: 18. November 2019 mit Eladio Carrión, Zion y Lennox & Lunay                 |
| 2020 | Ganas de Ti –                                                    | — | — | Latin49 ×2Doppelplatin · (2 Wo.)Latin | — | Erstveröffentlichung: 27. Februar 2020 mit Sech                                                   |
| 2021 | Travesuras (Remix) –                                             | — | — | Latin— PlatinLatin | ES5 ×2Doppelplatin · (21 Wo.)ES | Erstveröffentlichung: 12. März 2021 mit Nio Garcia, Casper Magico, Ozuna & Myke Towers            |
| 2021 | Recordar La Última Misión                                        | — | — | Latin35 (2 Wo.)Latin | — | Erstveröffentlichung: 2. Dezember 2021                                                            |
| 2022 | Llueve La Última Misión                                          | — | — | Latin— GoldLatin | ES92 (1 Wo.)ES | Erstveröffentlichung: 26. Mai 2022 mit Sech & Jhay Cortez                                         |
| 2022 | Mayor Que Usted Nasty Singles                                    | — | — | Latin29 Platin · (19 Wo.)Latin | ES— GoldES | Erstveröffentlichung: 16. Juni 2022 mit Natti Natasha & Daddy Yankee                              |
| 2022 | Besos Moja2 La Última Misión                                     | — | — | Latin30 Gold · (18 Wo.)Latin | ES6 ×4Vierfachplatin · (47 Wo.)ES | Erstveröffentlichung: 29. September 2022 mit Rosalía                                              |

Weitere Singles
- 2018: Guaya (US: Platin (Latin))
- 2018: Dame Algo (feat. Bad Bunny, US: ×3Dreifachplatin (Latin) )
- 2019: Mi Intención (feat. Miky Woodz, US: Gold (Latin))
- 2019: Duele (mit Reik, US: Platin (Latin))
- 2022: No se olvida (US: Gold (Latin))

### Singles als Gastmusiker
| Jahr | Titel Album                                              | Höchstplatzierung, Gesamtwochen, AuszeichnungChartplatzierungen (Jahr, Titel, Album, Platzierungen, Wochen, Auszeichnungen, Anmerkungen) | Höchstplatzierung, Gesamtwochen, AuszeichnungChartplatzierungen (Jahr, Titel, Album, Platzierungen, Wochen, Auszeichnungen, Anmerkungen) | Höchstplatzierung, Gesamtwochen, AuszeichnungChartplatzierungen (Jahr, Titel, Album, Platzierungen, Wochen, Auszeichnungen, Anmerkungen) | Höchstplatzierung, Gesamtwochen, AuszeichnungChartplatzierungen (Jahr, Titel, Album, Platzierungen, Wochen, Auszeichnungen, Anmerkungen) | Höchstplatzierung, Gesamtwochen, AuszeichnungChartplatzierungen (Jahr, Titel, Album, Platzierungen, Wochen, Auszeichnungen, Anmerkungen) | Anmerkungen |
| Jahr | Titel Album                                              | DE | AT | CH | Latin | ES | Anmerkungen |
| --- | -------------------------------------------------------- | --- | --- | --- | --- | --- | --- |
| 2005 | Mayor que yo Mas flow 2                                  | — | — | — | Latin3 (46 Wo.)Latin | — | Erstveröffentlichung: 8. Februar 2005 Luny Tunes feat. Baby Ranks, Daddy Yankee, Tony Tun Tun, Wisin & Yandel & Héctor el Father |
| 2005 | No me dejes solo Barrio fino                             | — | — | — | Latin32 (14 Wo.)Latin | — | Erstveröffentlichung: Mai 2005 Daddy Yankee feat. Wisin & Yandel                                                                 |
| 2005 | Burn It Up TP.3 Reloaded                                 | DE30 (9 Wo.)DE | AT59 (3 Wo.)AT | CH25 (8 Wo.)CH | Latin30 (5 Wo.)Latin | — | Erstveröffentlichung: Oktober 2005 R. Kelly feat. Wisin & Yandel                                                                 |
| 2005 | Llora mi corazon Consejo                                 | — | — | — | Latin38 (4 Wo.)Latin | — | Erstveröffentlichung: 2005 La Secta Allstar feat. Wisin & Yandel                                                                 |
| 2006 | Noche de entierro (nuestro amor) Mas flow: Los Benjamins | — | — | — | Latin6 (20 Wo.)Latin | ES— GoldES | Erstveröffentlichung: Oktober 2006 Luny Tunes feat. Tainy, Wisin & Yandel, Daddy Yankee, Héctor el Father, Zion & Tony Tun Tun   |
| 2007 | No sé de ella MySpace (Remix) Los Bandoleros Reloaded    | — | — | — | Latin20 (13 Wo.)Latin | — | Erstveröffentlichung: 2007 Don Omar feat. Wisin & Yandel                                                                         |
| 2009 | All Up 2 You The Last                                    | — | — | — | Latin4 (20 Wo.)Latin | — | Erstveröffentlichung: 27. April 2009 Aventura feat. Akon & Wisin & Yandel                                                        |
| 2010 | No me digas que no (Remix) Euphoria                      | — | — | — | Latin1 (20 Wo.)Latin | — | Erstveröffentlichung: 19. Oktober 2010 Enrique Iglesias feat. Wisin & Yandel                                                     |
| 2011 | Maquina del tiempo El patrón: invencible                 | — | — | — | Latin4 (18 Wo.)Latin | — | Erstveröffentlichung: 2011 Tito El Bambino feat. Wisin & Yandel                                                                  |
| 2018 | Fiebre –                                                 | — | — | CH69 (1 Wo.)CH | Latin17 Platin · (19 Wo.)Latin | ES24 Gold · (20 Wo.)ES | Erstveröffentlichung: 23. Februar 2018 Ricky Martin feat. Wisin & Yandel                                                         |
| 2021 | Mala Costumbre Dopamina                                  | — | — | — | Latin20 (20 Wo.)Latin | ES22 Platin · (22 Wo.)ES | Erstveröffentlichung: 7. Januar 2021 Manuel Turizo feat. Wisin & Yandel                                                          |
| Folgende Lieder erschienen nicht als Single, wurden aber durch das Album zum Download und Streaming bereitgestellt und konnten somit eine Platzierung erlangen: |                                                          | | | | | | |
| |                                                          | | | | | | |
| 2018 | Peligrosa Vibras                                         | — | — | — | — | ES50 Platin · (19 Wo.)ES | Charteinstieg: 25. Mai 2018 J Balvin & Wisin & Yandel                                                                            |
| 2018 | Única (Remix) Aura                                       | — | — | — | — | ES57 (3 Wo.)ES | Charteinstieg: 2. September 2018 Ozuna feat. Anuel AA & Wisin & Yandel                                                           |
| 2018 | Quiero más Aura                                          | — | — | — | — | ES100 (1 Wo.)ES | Charteinstieg: 2. September 2018 Ozuna feat. Wisin & Yandel                                                                      |

## Auszeichnungen für Musikverkäufe
| Goldene Schallplatte - Argentinien - 2009: für das Album La Revolución - Brasilien - 2024: für die Single Follow the Leader - Chile - 2019: für die Single Si Supieras - 2021: für das Lied Leyendas - Ecuador - 2009: für das Album La Revolución - Mexiko - 2021: für die Single Callao - 2022: für die Single Mala costumbre - 2022: für das Lied Leyendas - 2023: für die Single Ganas de Ti - 2024: für die Single Mayor Que Usted - Peru - 2012: für das Album La Revolución - Venezuela - 2009: für das Album La Revolución - Vereinigte Staaten - 2021: für das Lied Leyendas (Latin) - 2022: für das Lied Deseo (Latin) - 2022: für das Lied Vapor (Latin) - Zentralamerika - 2022: für das Lied Leyendas | Platin-Schallplatte - Kolumbien - 2012: für das Album La Revolución - Mexiko - 2019: für die Single Fiebre - 2020: für die Single Duele - 2023: für die Single Dame Algo - 2025: für die Single Mi error (Remix) - Vereinigte Staaten - 2020: für die Single Te Boté 2 (Latin) - 2022: für das Lied Ojalá (Latin) - 2022: für das Lied La Luz (Latin) - Zentralamerika - 2022: für die Single Mala costumbre 3× Goldene Schallplatte - Mexiko - 2021: für die Single Reggaetón en lo oscuro - 2024: für die Single Aullando 5× Goldene Schallplatte - Mexiko - 2024: für die Single Besos Moja2 Diamantene Schallplatte - Mexiko - 2024: für die Single Aullando |

Anmerkung: Auszeichnungen in Ländern aus den Charttabellen bzw. Chartboxen sind in ebendiesen zu finden.
| Land/RegionAuszeichnungen für Musikverkäufe (Land/Region, Auszeichnungen, Verkäufe, Quellen) | Gold       | Platin       | Diamant     | Verkäufe  | Quellen             |
| -------------------------------------------------------------------------------------------- | ---------- | ------------ | ----------- | --------- | ------------------- |
| Argentinien (CAPIF)                                                                          | Gold1      | —            | —           | 20.000    | capif.org.ar        |
| Brasilien (PMB)                                                                              | Gold1      | —            | —           | 30.000    | pro-musicabr.org.br |
| Chile (IFPI)                                                                                 | 2× Gold2   | —            | —           | 150.000   | Einzelnachweise     |
| Ecuador (SOPROFON)                                                                           | Gold1      | —            | —           | 3.000     | Einzelnachweise     |
| Kolumbien (ASINCOL)                                                                          | —          | Platin1      | —           | 10.000    | Einzelnachweise     |
| Mexiko (AMPROFON)                                                                            | 10× Gold10 | 10× Platin10 | Diamant1    | 1.600.000 | amprofon.com.mx     |
| Peru (UNIMPRO)                                                                               | Gold1      | —            | —           | 3.000     | Einzelnachweise     |
| Spanien (Promusicae)                                                                         | 6× Gold6   | 16× Platin16 | —           | 1.070.000 | elportaldemusica.es |
| Venezuela (APFV)                                                                             | Gold1      | —            | —           | 15.000    | Einzelnachweise     |
| Vereinigte Staaten (RIAA)                                                                    | 10× Gold10 | 44× Platin44 | 2× Diamant2 | 5.080.000 | riaa.com            |
| Zentralamerika (CFC)                                                                         | Gold1      | Platin1      | —           | 105.000   | cfc-musica.com      |
| Insgesamt                                                                                    | 34× Gold34 | 72× Platin72 | 3× Diamant3 |           |                     |